# Finale della Coppa dei Campioni 1959-1960
La Finale della Coppa dei Campioni 1959-1960 si disputò il 18 maggio 1960 all'Hampden Park di Glasgow, davanti a un pubblico di 127.621 spettatori (record assoluto per una finale di Coppa dei Campioni o Champions League). Il match, arbitrato dallo scozzese Jack Mowatt vide scontrarsi i campioni spagnoli del Real Madrid, già quattro volte campione su quattro tornei disputati precedentemente, e i tedeschi dell'Eintracht Francoforte. I blancos vinsero nettamente l'incontro per 7-3, grazie alla tripletta di Alfredo di Stéfano e ai quattro gol di Ferenc Puskás, alla sua prima finale di Coppa dei Campioni.

## Le squadre
| Squadre               | Partecipazioni precedenti (il grassetto indica la vittoria) |
| --------------------- | ----------------------------------------------------------- |
| Real Madrid           | 4 (1956, 1957, 1958, 1959)                                  |
| Eintracht Francoforte | Nessuna                                                     |

## Il cammino verso la finale
Il Real Madrid eliminò al primo turno i lussemburghesi della Jeunesse d'Esch con un netto 7-0 all'andata (tre gol di Puskás, due di Herrera e uno a testa tra Mateos e Di Stéfano) e un 5-2 al ritorno. Ai quarti gli spagnoli superarono il Nizza rimontando con la gara di ritorno (4-0) la sconfitta per 3-2 all'andata. In semifinale andò di scena un interessante derby spagnolo contro il Barcellona: i blancos passarono il turno grazie a un doppio 3-1, grazie alle reti di Di Stéfano (doppietta) e Puskás al Bernabéu e a quelle sempre dell'ungherese e di Gento al Camp Nou.
L'Eintracht Francoforte, pur essendo sorteggiato contro i finlandesi del Kuopion Palloseura, non giocò il turno preliminare in quanto questi decisero di ritirarsi per motivi economici. Incontrò dunque lo Young Boys agli ottavi di finale, che superarono grazie a un 4-1 all'andata e a un pareggio per 1-1 nella gara di ritorno. Superò poi i quarti di finale eliminando il Wiener Sport-Club (2-1; 1-1) e giunsero infine alla finale umiliando gli scozzesi dei Rangers Glasgow con un 6-1 nella prima gara e un 6-3 nella seconda, in quel doppio scontro si fece molto notare Alfred Pfaff, autore di quattro gol nei due match.

## Le due squadre

### Real Madrid
Il Real Madrid non vinse la Primera División 1959-1960 per cui era costretto a vincere quella finale per poter partecipare alla Coppa dei Campioni successiva. In porta le merengues schieravano l'argentino Domínguez; la linea difensiva era composta da Santamaria, che giocò tutte le partite del campionato, dal neoacquisto Pachín e da Marquitos. I due mediani erano Zárraga e Vidal, anche lui arrivato nel corso di quella stagione; mentre il centrocampo era formato da Gento, Puskás, capace di mettere a segno ben 47 reti in 36 partite in quell'anno, del Sol e dal brasiliano Canário. Infine in attacco i blancos puntavano sulla classe e su i gol di Alfredo di Stéfano. La squadra era allenata, per la prima volta, dall'ex centrocampista Miguel Muñoz.

### Eintracht Francoforte
L'Eintracht Francoforte, allenato da Paul Oßwald, schierava tra i pali Egon Loy, la linea difensiva era composta da Lutz, Eigenbrodt e Höfer. I due mediani erano Weilbächer (che era il capitano) e Stinka, mentre a centrocampo giocavano Kreß, Lindner, Pfaff e Meier. Unica punta era Erwin Stein. Questa squadra non era certamente irresistibile, aveva infatti vinto l'anno precedente solo il primo titolo tedesco ed era giunta in finale senza affrontare grandi squadre. Pochi, peraltro, dei giocatori che la componevano militavano nella loro nazionale.

## La partita

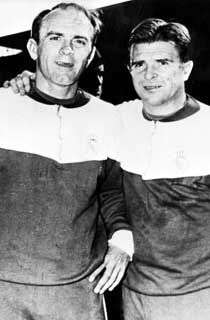
Puskás e di Stéfano, marcatori della partita per il Real Madrid

L'Eintracht, pur nettamente sfavorito, partì nel modo migliore e dopo diciannove minuti riuscì addirittura a passare in vantaggio, grazie a una rete di Kreß che anticipa Domínguez al limite dell'area piccola girando di prima in porta un cross dal limite laterale dell'area. Al 27' però le merengues trovarono il pareggio grazie a Di Stéfano, che mise in porta da due passi un pallone messo in mezzo da un suo compagno dopo una bella azione personale. La stessa punta spagnola trovò il gol del vantaggio grazie a un facile tap-in: Loy non riuscì a trattenere un tiro di Canário e la saeta rubia si presentò pronta all'appuntamento con la rete del 2-1. Al 45' sempre Di Stéfano partì in contropiede, ma non riuscì a superare l'ultimo uomo avversario, Puskás raccolse il pallone vagante e dall'angolo dell'area piccola scagliò con grande potenza il pallone sotto la traversa, segnando il gol del 3-1 con il quale si andò al riposo.
Al 54' Lutz trattenne un avversario in area, dopo un breve colloquio con un suo assistente, Mowatt fischiò calcio di rigore: dal dischetto Puskás non sbagliò, 4-1. Qualche minuto dopo, da un calcio d'angolo battuto e gestito male da parte dei tedeschi, partì il contropiede dei blancos, Gento corse sul fondo e mise la palla in mezzo all'area, dove il 10 ungherese si fece trovare pronto per il gol del 5-1. Puskás al 70' segnò anche la rete del 6-1, diventando il primo e l'unico giocatore in grado di mettere a segno quattro gol in una finale di Coppa dei Campioni. L'Eintracht Francoforte trovò subito la propria seconda rete, grazie a una bella azione personale di Stein che, ricevuto al limite dell'area il pallone da Pfaff, superò un avversario e concluse a rete con gran potenza. Il Real rispose immediatamente: palla al centro e gran gol di Di Stéfano che dopo una corsa dalla trequarti tirò con forza da fuori area. L'ultima rete, quella del 7-3, fu segnata ancora da Stein, che sfruttò con freddezza un errore nel retropassaggio di Santamaria, siglando la propria doppietta personale.

## Tabellino
| Arbitro: | John Mowatt |

|                                                      |           |                        |
| Di Stéfano 27’ 30’ 72’ Puskás 45’ 54’ (rig.) 60’ 70’ | Marcatori | 19’ Kreß 71’ 75’ Stein |

| Real Madrid | Eintracht Frankfurt |

| Real Madrid  |    |                    |
|              |    |                    |
| P            | 1  | Rogelio Domínguez  |
| D            | 2  | Pachín             |
| D            | 3  | Marquitos          |
| D            | 4  | José Santamaría    |
| D            | 5  | José María Zárraga |
| C            | 6  | José María Vidal   |
| A            | 7  | Canário            |
| C            | 8  | Luis del Sol       |
| A            | 9  | Alfredo Di Stéfano |
| A            | 10 | Ferenc Puskás      |
| A            | 11 | Francisco Gento    |
| Allenatore:  |    |                    |
| Miguel Muñoz |    |                    |

| Eintracht Francoforte |    |                        |
|                       |    |                        |
| P                     | 1  | Egon Loy               |
| D                     | 2  | Friedel Lutz           |
| D                     | 3  | Hermann Höfer          |
| C                     | 4  | Hans Weilbächer        |
| D                     | 5  | Hans-Walter Eigenbrodt |
| C                     | 6  | Dieter Stinka          |
| A                     | 7  | Richard Kreß           |
| C                     | 8  | Dieter Lindner         |
| A                     | 9  | Erwin Stein            |
| C                     | 10 | Alfred Pfaff           |
| A                     | 11 | Erich Meier            |
| Allenatore:           |    |                        |
| Paul Oßwald           |    |                        |